# Agrotis incommoda
Agrotis incommoda är en fjärilsart som beskrevs av Emilio Berio 1939. Agrotis incommoda ingår i släktet Agrotis och familjen nattflyn. Inga underarter finns listade i Catalogue of Life.